# Kerria yunnanensis
Kerria yunnanensis (лат.) — вид полужесткокрылых насекомых-кокцид рода Kerria из семейства лаковых червецов Kerriidae.

## Распространение
Китай.

## Описание
Мелкие лаковые червецы (длина около 2 мм). Длина брахия значительно больше длины супраанальной пластинки. Брахиальная пластинка с 8–15 нечеткими ямками. Полоски канеллярных пор под передними дыхальцами отсутствуют. Анальный бугорок (супраанальная пластинка) удлиненный, заметно длиннее ширины. Питаются соками растений.